# Eozenillia equatorialis
Eozenillia equatorialis là một loài ruồi trong họ Tachinidae.